# قله کوبری (همدان)
قله کوبری (یخچال شرقی)، قله ای واقع در جنوب شهر همدان و شمال شهر تویسرکان، مرز طبیعی شهرستان های همدان و تویسرکان است.این قله در جنوب دره مرادبیگ و شمال شهر سرکان واقع شده است و با بلندای ۳۵۸۶ متر از سطح دریا، بلندترین قله استان همدان به‌شمار می‌رود.

## وجه تسمیه قله
در کتاب برفراز قله های الوند (چاپ سال ۹۷، صفحه ۵۳) آمده است: یخچال را میتوان شامل سه قله دانست. قله اول با ارتفاع ۳۵۷۰ متر که تابلو دارد‌. قله دوم با ارتفاع ۳۵۶۴ متر که مقابل قله اول در سمت دیگر گردنه است و قله سوم با ارتفاع ۳۵۸۶ متر که بلندترین نقطه خط الراس الوند است و در سمت جنوب قله دوم قرار دارد. در نقشه های توپوگرافی سازمان نقشه برداری از این منطقه به "کوه بریه" یاد شده است. این قله مشرف به چشمه خسرو است. ناحیه قله را عشایر (کوه بریه) می نامند.نام کوبری که به تازگی بر روی این قله نهاده شده، مخفف شده کو بری ( kew bdri ) به معنای تعداد زیاد کبک میباشد.

## گونه‌های گیاهی و جانوری
گونه‌های جانوری متنوعی در منطقه وجود دارد که شامل جاندارانی نظیر قوچ وُ میش از نژاد اَرمنی کِ بصورت گُدار در خط الرئس شکارممنوع الوند ازجمله کوبُری وَ یخچال دیده میشوند..عقاب طلایی، روباه، بِ وفور پرنده  زیبای کبک نژاد معمولی، تیهو در ماهورهای پایین دَست،دلیجه از خانواده شاهین، انواع مارهای سمی و نیمه سمی همانند افعی،یله مار و مارپلنگی.. انواع آگاما، لاک پُشت مهمیزدار در منطقه یافت می‌شود.
پوشش گیاهی رشته کوه الوند دارای تنوع گیاهی بی‌نظیری می‌باشد به طوری که در دامنه‌های جنوبی آن تا ارتفاع ۲۷۰۰ متری درختان گردو وجود دارد. گونه‌های دیگری نظیر سماق، تا، گیلاس کوهی، گلابی کوهی و انواع بادام کوهی، گون، مفراح (که تنها در کوهستان الوند وجود دارد)، آویشن، پونه کوهی، لاله‌های رنگارنگ، ثعلب، موسیر و آذربه نیز در دامنه کوه‌های الوند وجود دارد.

## مسیر صعود قله
برای رسیدن به قله یخچال شرقی مسیر ایمن و اصلی صعود مسیر پیاده روی از طریق شهر همدان و دره مرادبیگ در جنوب غربی شهر همدان است که آن را پشت سرگذاشته و وارد آبادی دره مرادبیگ شوید. از کوچه باغ های ده عبور کرده ، دره طولانی و پر آبی را به سوی غرب در پیش گرفته و به طور مستقیم از امتداد باغ های دره گذشته به چند اتاقک کوچک و آغل سنگی و مرتعی جالب و دیدنی در کنار آن می رسید که خانه ییلاق نام دارد. در سمت چپ خانه ییلاق در آنسوی رودخانه دره ای است که راه صعود به قله یخچال است و سمت راست خانه ییلاق مسیر قله کمر لرزان می باشد. چشمه های گوارای آب در نقاط مختلف دره به چشم می خوردند. در سمت چپ دره دیگری وجود دارد. ابتدا در شیب ملایم درون دره به تدریج ارتفاع گرفته از کنار چند چشمه دیگر می گذرید ، پس از پیمودن " هزار پیچ " و عبور از آخرین خانه سنگی ، به یال سمت راست دره میرسیم که از سمت غرب ، به خط الراس وصل می شد و از سمت شرق به تخت رستم ( بزرگترین تخت و چمن زار ارتفاعات الوند ) می رسید. این یال به " گاوبر" معروف است که انتهای آن در زمستان بزرگترین نقاب برفی الوند را تشکیل می دهد. این نقاب روی خط الراس مرکزی قرار دارد. در شمال نقاب برفی ( به سمت چشمه فرشه ) دره ای دیگر قرار دارد که چشمه سنگ سفید در آن واقع شده است. روبروی آخرین خانه سنگی، سه جانپناه وجود دارد.بعد از این جانپناه ها به پناهگاه معروف یخچال می رسیم ، این پناهگاه یکی از مجهزترین پناهگاه های کشور می باشد که برای اسکان ۷۰ تا ۸۰ نفر طراحی شده است. پس از عبور از پناهگاه، به مسیر پاکوب میرسیم که شروع شیبهای تقریباً تند تا پناهگاهاست.این یال با عبور از امتداد قله تخت رستم پس از مدت زمانی کوتاه به بلندای قله ۳۵۸۰ متری یخچال می رسد. دیگر راه صعود به قله از شهر سرکان (از توابع شهرستان تویسرکان) شروع می شود. بعد از گذشتن از میان شهر و کوچه باغ‌های زیبا و مناظر چشم نواز به انتهای جاده آسفالت در ارتفاع ۲۱۴۷ متری به جاده خاکی می‌رسیم که جاده دسترسی به آب‌بند بریوه سرکان می‌باشد. بعد از طی مسافتی حدود ۵ کیلومتر به چمن سرهنگ، ابتدای مسیر کوهپیمایی در فصول بهار، تابستان و پاییز در ارتفاع ۲۸۵۰ متری می‌رسیم. در زمستان با توجه به بسته بودن جاده دسترسی به آب‌بند بریوه و همچنین تردد باغداران در کلیه فصول سال از جاده سمت راست در بیشتر اوقات این جاده قابل تردد می باشدو جهت صعود زمستانه از این مسیر برای رسیدن به چمن سرهنگ استفاده می‌شود که ابتدای مسیر در ارتفاع ۲۴۸۰ می‌باشد از ابتدای مسیر چشمه آب و سرویس بهداشتی در دسترس می‌باشد. از پاکوب سمت چپ کوهپیمایی را شروع کرده بعد از طی مسافتی کوتاه به چشمه بعدی بنام چشمه جلوگیره می‌رسیم. چشمه بعدی که در ابتدای مسیر شیب قله در کنار گوسفند سرای شادی که در ارتفاع ۲۸۷۰ متری قرار دارد، مکانی است که می‌توان درکنار مناظر زیبا از محصولات لبنی طبیعی، استفاده نمود. از گوسفند سرا تا ارتفاع ۳۲۵۰ متری چندین چشمه دیگر وجود دارد که آخرین چشمه زیر قله معروف به چشمه سرده می‌باشد. از چشمه سرده شیب ملایمی شما را قله خواهد برد و بعد از فتح قله یخچال شرقی بام استان به ارتفاع ۳۵۸۶ متر می‌توانید شهرهای تویسرکان و شهر سرکان در جنوب و شهر همدان و دره مرادبیگ در شمال و قله های رشته کوه الوند، خان گرمرز، امروله کنگاور و بیستون را به وضوح دید. کل مسیر صعود۴/۳کیلومتر می‌باشد که در فصل زمستان حدود ۳ کیلومتر به این مسیر افزوده می‌شود. مسیر صعود به‌صورت پاکوب کاملاً مشخصی با سنگچین‌هایی در فواصل راه جهت راهنمای مسیر شما را به قله می‌رساند. علاوه بر کوهپیمایی، می‌توان از طبیعت بکر و جنگل‌های گردو و دره‌های پرآب جهت دره نوردی و آبشارهای زیبا و پارک توریستی کمربسته لذت دو چندان برد. دیگر 
.
<ref>{{یادکرد وب|عنوان=yakhachal peak from darreh morad beig -